# Río Fitz Roy
Pour les articles homonymes, voir Fitzroy.
Le río Fitz Roy est un petit cours d'eau situé à l'intérieur du parc national Los Glaciares, dans le département de Lago Argentino (province de Santa Cruz) en Argentine. Le río Fitz Roy prend sa source dans le petit lac glaciaire de Laguna Torre (issu de la fonte des glaces du glacier Grande) et se jette dans le río de las Vueltas au niveau de la ville d'El Chaltén.